# Válvula de bola

Esquema de una válvula de bola.

Una válvula de bola o válvula de esfera, es un mecanismo de llave de paso que sirve para regular el flujo de un fluido canalizado y se caracteriza por que el mecanismo regulador situado en el interior tiene forma de esfera perforada. 
Se abre mediante el giro del eje unido a la esfera o bola perforada, de tal forma que permite el paso del fluido cuando está alineada la perforación con la entrada y la salida de la válvula. Cuando la válvula está cerrada, el agujero estará perpendicular a la entrada y a la salida. La posición de la manilla de actuación indica el estado de la válvula (abierta o cerrada).

## Historia
La obturación de canales y tuberías desde las primeras conducciones de agua hasta mediados del siglo XX, se ha caracterizado por la búsqueda sistemática de modos de conseguir el cierre entre una parte estática unida al conducto y una parte móvil que realiza el cierre.
El sellado se conseguía mediante el autotallado de ambas partes, la parte fija o asiento y la parte móvil por el efecto de una fuerza externa, por ejemplo cuando se utiliza un tapón cónico en un tonel o empleando la fuerza ejercida por el agua, por ejemplo en las compuertas de regadío.
A mediados del siglo XX, concurren una serie de circunstancias que posibilitan y promueven la aparición de las válvulas de bola. Son las siguientes:
1. Aparece una necesidad de garantía de la obturación, sin pérdidas, en procesos químicos y petroquímicos.
2. Aunque todavía no se había desarrollado el mecanizado con control numérico, existían posibilidades de mecanizados de precisión.
3. La tecnología de polimerización, los plásticos y cauchos, irrumpieron en el mercado. Permitiendo nuevas posibilidades de asientos de válvula.

Según la búsqueda sobre el origen de las válvulas de bola, realizada por Johny Mayer en Estados Unidos, aparece una patente de John Warren en que no llegó a comercializarse. En 1967, según este autor, aparecen en Estados Unidos las primeras válvulas de bola.
En Europa se conoce de la existencia de válvulas de bola por la patente del español Luis Alcibar Zamalloa de 14 de febrero de 1963.

## Tipos
Este tipo de válvulas no ofrecen una regulación precisa al ser de ¼ de vuelta. Su ventaja es que la bola perforada permite la circulación directa en la posición abierta con una pérdida de carga bastante más reducida que las de asiento, y corta el paso cuando se gira la maneta 90° y cierra el conducto.
Las válvulas de bola manuales pueden cerrarse rápidamente, lo que puede producir un golpe de ariete. Por ello y para evitar la acción humana pueden estar equipadas con un servomotor ya sea neumático, hidráulico o motorizado.
Atendiendo al número de conexiones que posee la válvula, puede ser de dos o tres vías.
Las válvulas con cuerpo de una sola pieza son siempre de pequeña dimensión y paso reducido. Este tipo de construcción hace que la válvula tenga un precio reducido.
Las válvulas con cuerpo de dos piezas suelen ser de paso estándar. Este tipo de construcción permite su reparación.
Las válvulas de tres piezas permiten desmontar fácilmente la bola, el asiento o el vástago ya que están situados en la pieza central. Esto facilita la limpieza de sedimentos y reemplazo de partes deterioradas sin tener que desmontar los elementos que conectan con la válvula.
Una válvula de bola de paso total (a veces de puerto completo) tiene una bola de gran tamaño, de modo que el orificio de la bola es del mismo tamaño que la tubería, lo que da como resultado una menor pérdida por fricción. El flujo no tiene restricciones, pero la válvula es más grande y más costosa, por lo que solo se usa cuando se requiere flujo libre, por ejemplo, en tuberías que requieren pigging.
En las válvulas de bola de paso reducido (a veces de puerto reducido), el flujo a través de la válvula es un tamaño de tubería más pequeño que el tamaño de la tubería de la válvula, lo que da como resultado que el área de flujo sea más pequeña que la tubería. Como la descarga de flujo permanece constante y es igual al área de flujo (A) por la velocidad (V), {\displaystyle A_{1}V_{1}=A_{2}V_{2}} la velocidad aumenta con la reducción del área de flujo.

## Imágenes

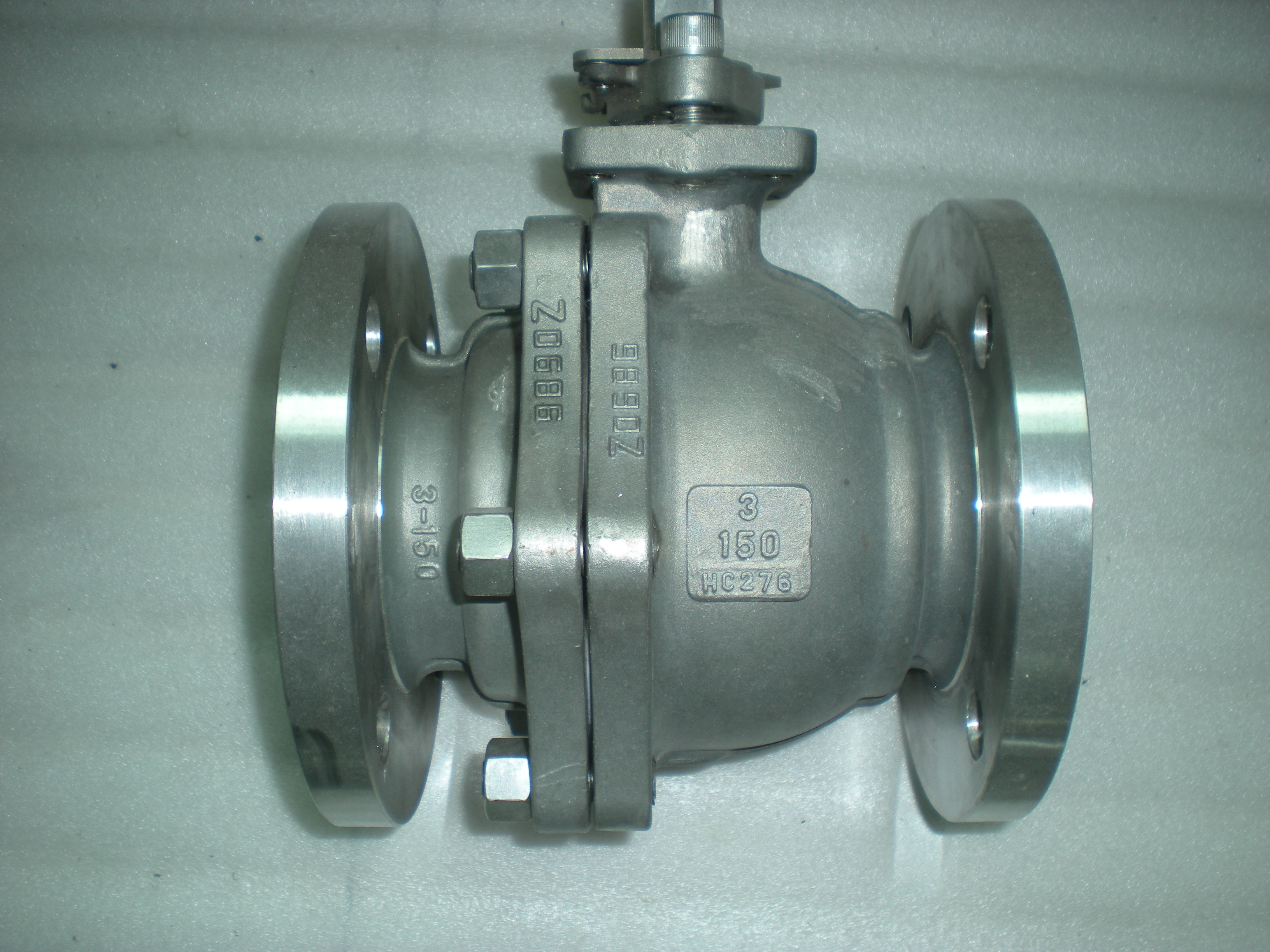
Válvula de bola en hastelloy
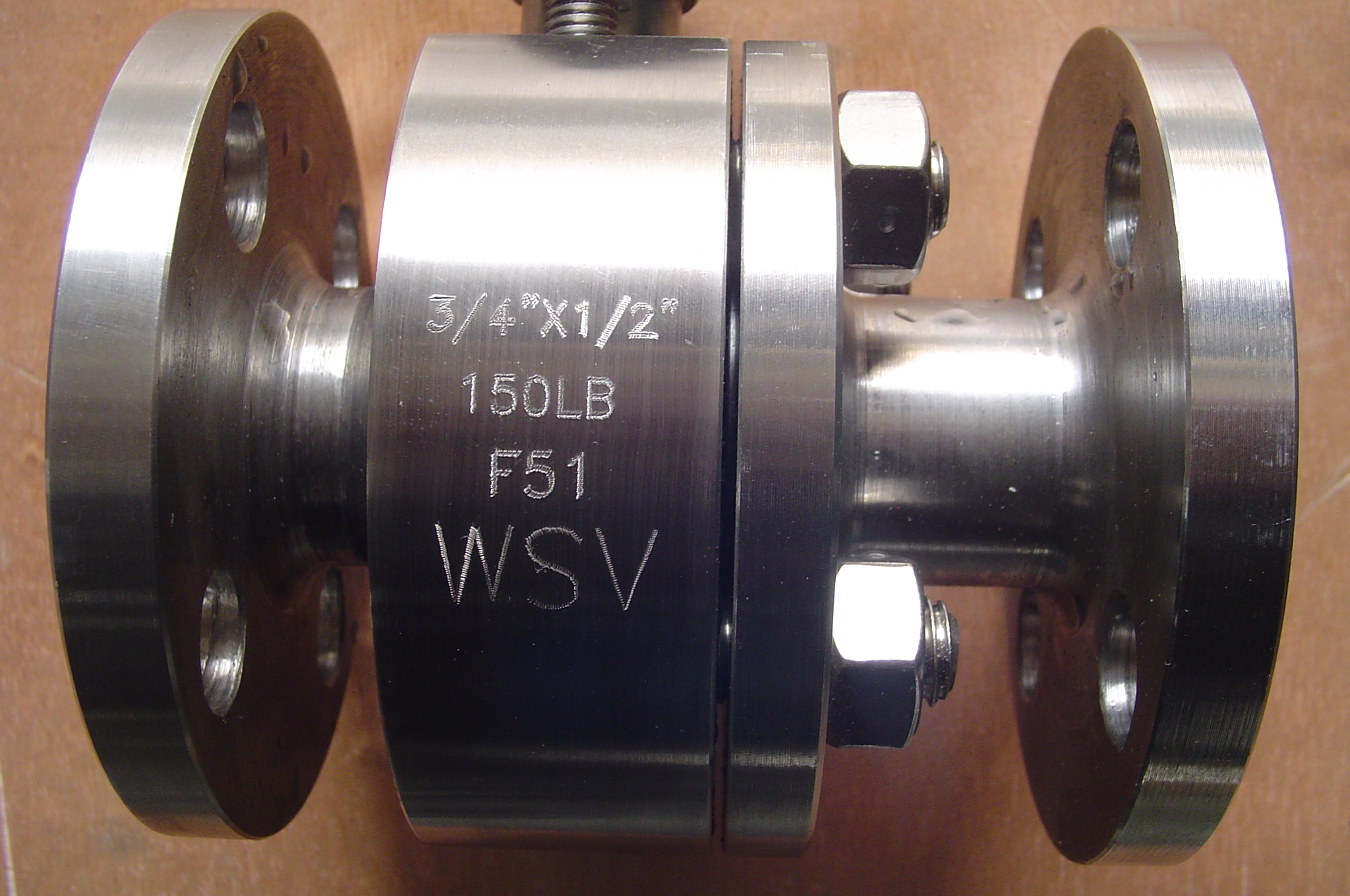
Válvula de bola en dúplex
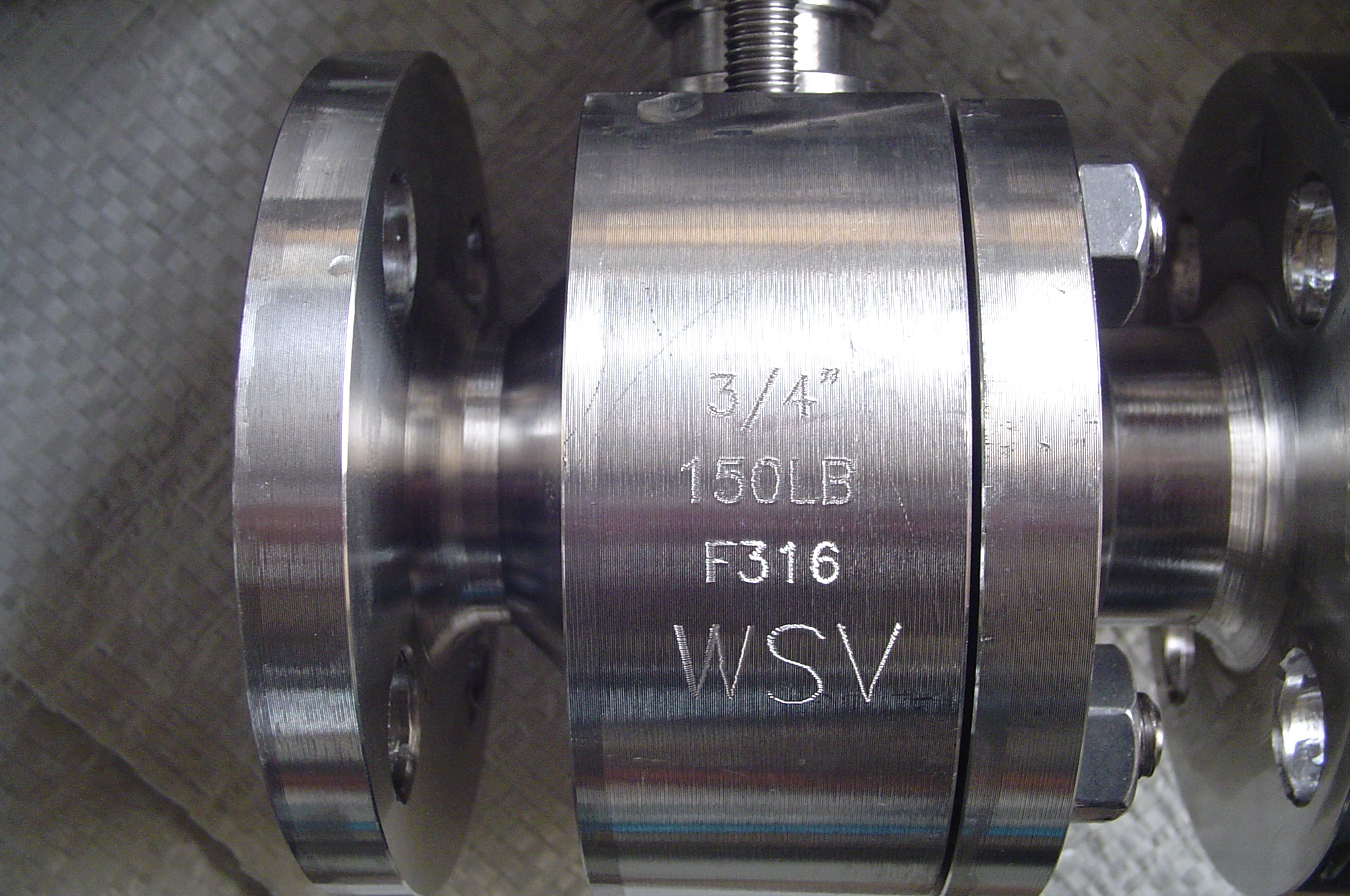
Válvula de bola en acero inoxidable
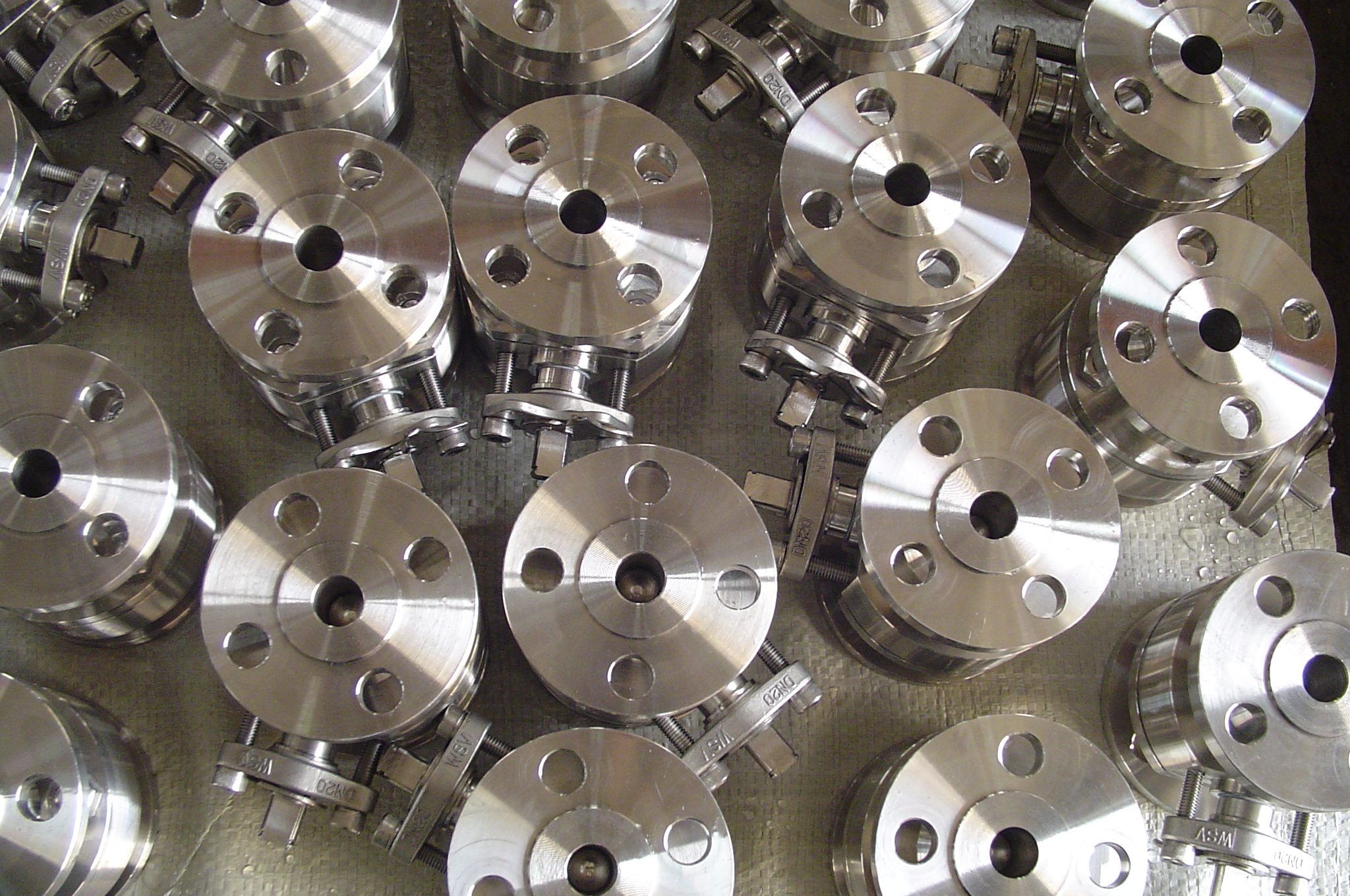
Válvulas de bola en dúplex
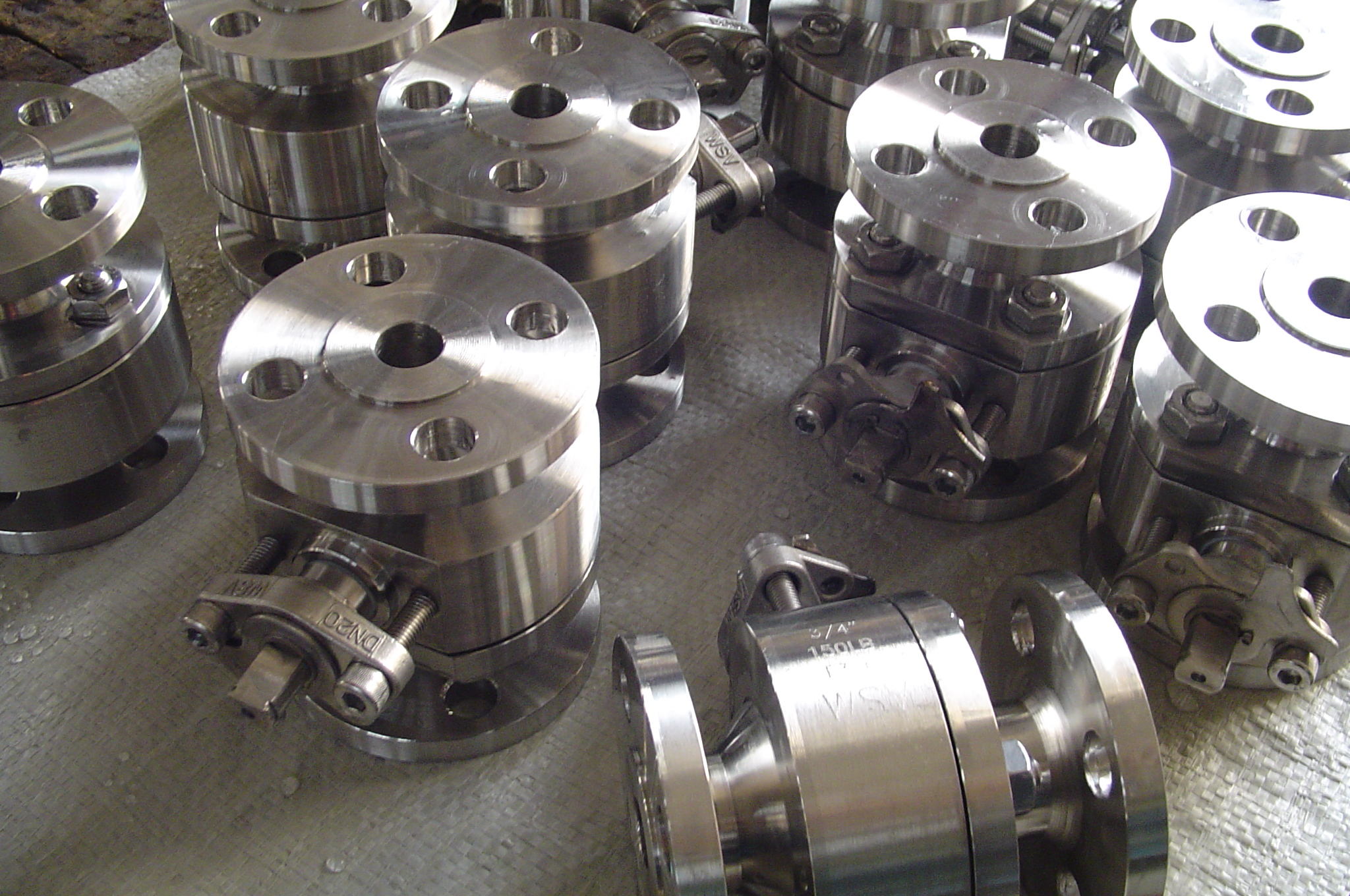
Válvula de bola en super dúplex
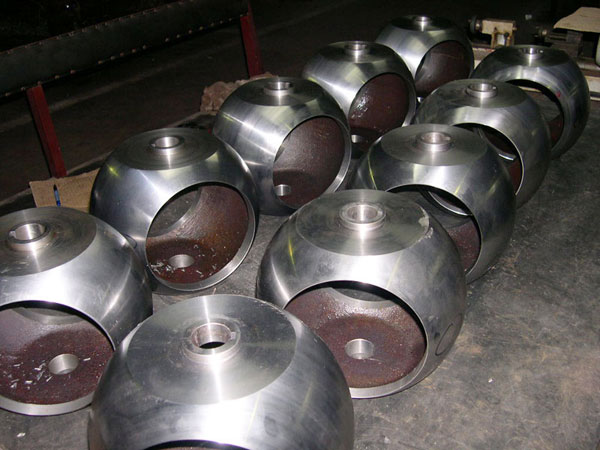
Bolas para válvulas de bola
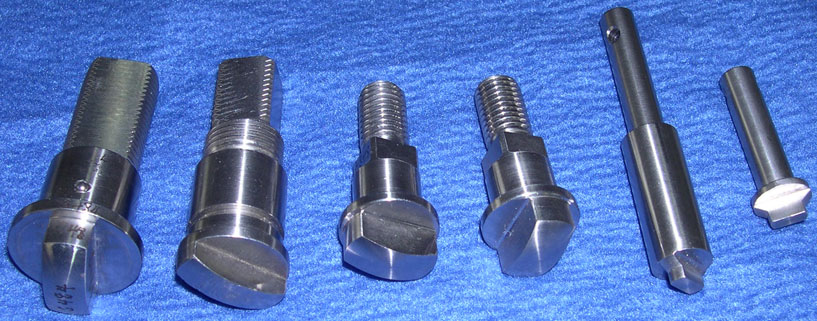
Pernos para válvulas
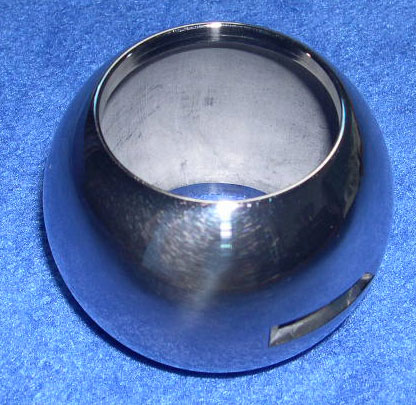
Bola para una válvula de bola en titanio
Esquema de válvulas de tres vías en T y en L.
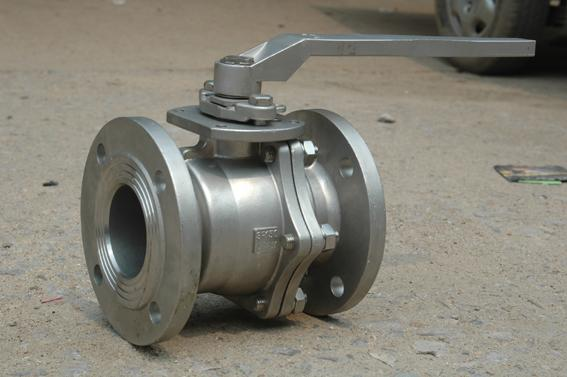
Válvula de bola con llave de paso de palanca

## Válvulas
- Válvula de asiento
- Válvula de camisa
- Válvula de escuadra
- Válvula hidráulica
- Válvula de compuerta
- Válvula de alivio de presión
- Válvula antirretorno
- Válvula industrial
- Válvula rotatoria
- Válvula tipo mariposa